# Tantilla hobartsmithi
Tantilla hobartsmithi – gatunek węża z rodziny połozowatych (Colubridae). Zamieszkuje tereny Ameryki Północnej porośnięte różnorodną roślinnością.

## Systematyka
Węże tego gatunku zaliczają się do rodziny połozowatych, do której zaliczano je od dawna. Starsze źródła również umieszczają Tantilla w tej samej rodzinie Colubridae, choć używają polskiej nazwy wężowate czy też węże właściwe, zaliczanej do infrapodrzędu Caenophidia, czyli węży wyższych. W obrębie rodziny rodzaj Tantilla wchodzi w skład podrodziny Colubrinae.

## Rozmieszczenie geograficzne
Łuskonośnego tego spotyka się w Stanach Zjednoczonych Ameryki i Meksyku, w następujących stanach:
- w USA:
  - Arizona
  - Kalifornia
  - Kolorado
  - Nevada
  - Nowy Meksyk
  - Utah
- w Meksyku:
  - Sonora
  - Chihuahua
  - Coahuila

## Ekologia
Gad ten wiedzie skryty tryb życia. Zasiedla różnorodne siedliska; IUCN wymienia tutaj:
- lasy sosnowo-jałowcowe
- zarośla chaparral (krzewy, karłowate drzewa)
- tereny trawiaste mesquite-yucca
- tereny porośnięte bylicą i Sarcobatus
- tereny porośnięte cedrami i Fouquieria splendens
- tereny porośnięte dębami
- sawanny cedrowe
- busz
- strefy przybrzeżne

## Zagrożenia i ochrona
Liczebność gatunku przekracza prawdopodobnie 10 000 dorosłych osobników.
Występuje na obszarach chronionych.